# Hylophilus semibrunneus
Hylophilus semibrunneus é uma espécie de ave da família Vireonidae.
Pode ser encontrada nos seguintes países: Colômbia, Equador e Venezuela.
Os seus habitats naturais são: regiões subtropicais ou tropicais húmidas de alta altitude e florestas secundárias altamente degradadas.